# يوجي ميتو
يوجي ميتو (باليابانية: 三戸 雄志) (15 أبريل 1988 في كيوتو في اليابان – )؛ هو لاعب كرة قدم سابق كان يلعب كلاعب وسط.